# گلوتی
گلوتی (به انگلیسی: Giloti) یک شهرک در پاکستان است که در ناحیه دیره اسماعیل خان واقع شده‌است.